# La armadura de Dios
La armadura de Dios (en chino, 龍兄虎弟) es una película de Hong Kong de artes marciales estrenada en 1986, escrita y dirigida por Jackie Chan, actor que también protagonizó el filme. El reparto está conformado además por Alan Tam, Lola Forner y Rosamund Kwan.
El filme es una mezcla de comedia y artes marciales, algo común en las producciones con Jackie Chan como protagonista, con una temática similar a la presentada en las películas de la saga de Indiana Jones. Chan estuvo cerca de la muerte al filmar una de las escenas de la película cuando saltó sobre un árbol desde una cornisa, pero por desgracia la rama a la que se aferró se rompió, lo que provocó que Chan cayera y se partiera la cabeza, teniendo que ser intervenido quirúrgicamente. La historia fue continuada en una secuela titulada Armadura de Dios II: Operación Cóndor en 1991.

## Sinopsis
Jackie, más conocido como el "halcón asiático", es un antiguo músico que se convierte en aventurero y cazador de tesoros. Después de robar con éxito una espada de una tribu africana, tiene el arma subastada antes de que sea ganada por May Bannon, la bella hija del conde Bannon. Se reencuentra con su antiguo compañero de banda Alan, quien busca su ayuda ya que su novia Lorelei ha sido secuestrada por un culto religioso malvado como medio para adquirir los servicios de Jackie. El culto posee dos piezas de una armadura legendaria llamada "La armadura de Dios", y tienen la intención de que Jackie les traiga las tres piezas de armadura restantes, incluida la espada. Jackie y Alan llegan a un acuerdo con el conde Bannon, que está en posesión de las tres piezas de la armadura: pedirán prestadas las piezas de la armadura para su misión de rescatar a Lorelei con la promesa de completar la armadura para el conde y con la condición de que May les acompañe.
Jackie, Alan y May viajan al norte de Yugoslavia para encontrar el monasterio de la secta. Se infiltran en un escondite y secretamente rescatan a Lorelei, sin saber que los líderes del culto han anticipado su llegada y le han lavado el cerebro para que siga al pie de la letra sus órdenes. En el hogar de reposo de May, Lorelei droga a Alan y le hace robar las tres piezas de la armadura. Jackie se escabulle en el monasterio y rescata a sus amigos. Mientras Alan y Lorelei escapan, Jackie se defiende de los miembros de la secta antes de descubrir la armadura de Dios en una cueva. Antes de que tenga la oportunidad de tomar la armadura, se encuentra con el Gran Mago, que libera a sus cuatro asesinas para que eliminen al aventurero. Explotando sus zapatos de tacón alto como su debilidad, Jackie derrota a las asesinos en una lucha agotadora. Jackie está rodeado por el resto de los hombres del Gran Mago, pero revela un chaleco lleno de cartuchos de dinamita bajo su chaqueta, amenazando volarse junto con el monasterio. Enciende una mecha y arroja los cartuchos de dinamita, corriendo por su vida mientras el monasterio comienza a ceder rápidamente, enterrando todo el culto y la armadura de Dios junto con ellos. Sale corriendo de una cueva y ve un globo aerostático con Alan, Lorelei y May a bordo. En un movimiento atrevido e intrépido, Jackie hace un salto desde la base de la cueva y aterriza en la parte superior del globo, logrando escapar de una muerte inminente.  - Sinopsis: Nadie sabe cómo es exactamente la Armadura de Dios ni qué forma tiene. Según la Biblia, la Armadura de Dios encarna el poder de la justicia que combate el siniestro espíritu del hombre. Diferentes armaduras han aparecido por todo el mundo y todos sus coleccionistas reclaman su autenticidad. Jackie Chan ha estado ayudando a Duke en su continua búsqueda de la armadura: en su última aventura consiguió hacerse con la Espada Sagrada, originaria de los aborígenes africanos. Duke está dispuesto a pagar cualquier precio por ella. Mientras, una banda de monjes malignos ha secuestrado a la novia de Alan y exige la Espada Sagrada como rescate, por lo que acude a su viejo amigo Jackie. La hija de Duke, Jackie y Alan se embarcan en un viaje para combatir a los terroristas. La acción está asegurada. Historia: Según la Biblia la armadura de Dios encarna el poder de la justicia que combate el espíritu del hombre. La armadura de Dios es uno de los objetos más preciados por todos los buscadores de tesoros. Jackie ha estado ayudando a Duke en su continua búsqueda de la armadura. La espada sagrada ya está en manos de nuestros amigos, y están muy cerca d poder conseguir el propósito de la armadura cuando la hija de Duke es secuestrada por una banda que como rescate pide la armadura sagrada.

## Reparto
| Actor             | Personaje                               | Notas |
| ----------------- | --------------------------------------- | --- |
| Jackie Chan       | Jackie o el "halcón asiático"           | Un cazador de tesoros y miembro del grupo de pop "The Losers" (una clara alusión al grupo de pop cantonés The Wynners). |
| Alan Tam          | Alan                                    | |
| Lola Forner       | May Bannon                              | |
| Rosamund Kwan     | Lorelei                                 | |
| Božidar Smiljanić | Conde Bannon                            | |
| Ken Boyle         | Gran Mago                               | |
| John Ladalski     | Lama                                    | |
| Robert O'Brien    | Doctor brujo africano                   | |
| Boris Gregoric    | Representante de Jackie en una audición | |

## Producción
La armadura de Dios fue filmada en locaciones de lo que entonces era Yugoslavia: Zagreb (Mercado central de Dolac), la ciudad alta, Trnje (cerca del entonces inacabado edificio de la Televisión de Radio Croata), Croacia, y el Castillo de Predjama cerca de Postojna, Eslovenia. El rodaje también se realizó en Graz, Austria, Francia, España y Marruecos. Durante el rodaje de la secuencia de apertura, Jackie Chan tuvo que saltar de una pared a la rama de un árbol. La primera toma salió como estaba planeado, pero Chan insistió en volver a filmar la escena. En su segundo intento, la rama se rompió y el actor cayó unos cinco metros. Su cabeza golpeó una roca, rompiendo su cráneo e insertando una pieza de hueso en su cerebro. Chan fue trasladado al hospital y fue operado ocho horas después. Como resultado, el actor tiene un agujero permanente en su cabeza llenado con un tapón de plástico y una leve pérdida auditiva en un oído. Chan reemplazó a Eric Tsang como director después del accidente. Las imágenes del accidente se muestran durante los créditos finales de la película. Mientras se filmaba la escena del globo aerostático, Chan saltó de un avión y aterrizó en la parte superior del globo en lugar de saltar desde un acantilado como se ve en la película.

## Recepción
La película recibió críticas generalmente positivas, con un rango de aprobación del 78% en el sitio de internet Rotten Tomatoes basado en nueve reseñas. En 2014, la revista Time Out convocó a algunos críticos de cine, actores y directores para que realizaran una lista con sus 100 películas de acción favoritas de todos los tiempos. La armadura de Dios fue incluida en la lista, ocupando la posición No. 81.